# Noam Mills
Noam Mills (en hébreu נעם מילס, née le 27 mai 1986 à Hod HaSharon) est une escrimeuse israélienne, spécialiste de l'épée. Elle appartient au club Hapoel Kfar Saba, Kfar Saba.

## Palmarès
- Championnats d'Europe d'escrime
  -  Médaillée de bronze aux Championnats d'Europe d'escrime 2010

## Face au boycott
Le 10 octobre 2011, lors des championnats du monde organisés à Catane en Italie, la fleurettiste tunisienne Sarra Besbes, dans le cadre de la campagne Boycott, désinvestissement et sanctions, refuse le combat contre Noam Mills. Obligée par le règlement de se présenter sur la piste, la Tunisienne se tient alors immobile, pointant son épée vers le sol, attendant que son adversaire gagne la partie par cinq touches à zéro.